# Gebelein
Gebelein (arabsko الجبلين, Džebelein, Dve gori, staroegipčansko Inerti ali Per Hator, grško   Pathyris ali Afroditopolis je bil mesto v Starem Egiptu. Stalo je ob Nilu približno 40 km južno od Teb. 
Sodobno področje nekdanjega Gebeleina se imenuje Naga El Gherira (arabsko  الغريرة, Algharira).

## Arheologija
Gebelein je znan predvsem zaradi nekropole, na kateri so arheološke najdbe od preddinastičnega obdobja Egipta  do Srednjega kraljestva. Mesto je postalo  arheološko zanimivo že v 18. stoletju.  Med prvimi obiskovalci je bil Benoît de Maillet, ki ga je omenil v svojem Opisu Egipta iz leta 1735. Razen uradnih izkopavanj so se na nekropoli dogajala tudi nezakonita izkopavanja. Veliko artefaktov iz Gebeleina se je preko (tudi ilegalnega) trga starin znašlo v muzejih v Torinu, Kairu, Berlinu, Lyonu in v Britanskem muzeju.

### Preddinastične mumije
Gebeleinske preddinastične mumije so šest  naravno mumificiranih človeških teles  iz obdobja okoli 3400 pr. n. št., se pravi iz poznega preddinastičnega obdobja Egipta. Mumije so prve do zdaj odkrite popolne preddinastične  mumije. Dobro ohranjena telesa je iz plitvih grobov v Egipčanski puščavi v bližini Gebeleina  na koncu 19. stoletja izkopal Wallis Budge, kustos za egiptologijo Britanskega muzeja. Mumije so od leta 1901 razstavljene v Britanskem muzeju.

### Tempelj boginje Hator
V mestnem templju boginje Hator so na zidakih iz blata in kraljevi steli odkrili številne kartuše  faraonov  iz Druge do Tretje dinastije. Tempelj stoji na hribu vzhodno od mesta. Med predmete vladarjev iz drugega vmesnega obdobja spadajo stela Dedumoza II., blok Džedankre Montemsafa in stela faraona Sekemtavija. Med hiškimi vladarji sta omenjena Apofis (na prekladi vrat) in Hajan (na bloku črnega granita).
Med najdbe iz kasnejših obdobij spada zidak z imenom visokega Amonovega svečenika Menkhepereja in njegove žene Isetemkheb. Zidak izvira verjetno iz utrdbe, ki je branila tempelj. Iz ptolemajskega obdobja so verjetno fragmenti kipa Ptolemaja VIII. Evergeta in fragmenti oltarja, na katerem je stal.

### Vojaški tabor iz ptolemajskega obdobja
Med vladanjem faraona Ptolemaja VI. Filometorja je bil po tebanskem uporu leta 186 pr. n. št. v Gebeleinu ustanovljen vojaški tabor. Tabor so leta 88 pr. n. št. porušili uporniki. Po tem dogodku ni bil Gebelein nikoli več tako naseljen  kot prej. Arheologi so v obdobju od leta 1890 do 1930  v njegovih ruševinah odkrili  več sto grških papirusov in črepinj, ki so bile povezane z vojaki, in lokalni tempelj. Med papirusi je bil arhiv najemnika Horosa, sina Nehoutesa, in konjeniškega častnika Dritona.